# Jorge Bonnet
Jorge Luis Bonnet (ur. 11 maja 1965) – portorykański judoka i bobsleista. Pięciokrotny olimpijczyk. W judo zajął dziewiąte miejsce w Seulu 1988 i dwunaste w Los Angeles 1984. Walczył w wadze półśredniej i średniej. W zawodach bobslejów uczestniczył na igrzyskach w 1992, 1994 i 1998 roku
W judo uczestnik mistrzostw świata w 1991. Brązowy medalista igrzysk Ameryki Środkowej i Karaibów w 1990. Wicemistrz panamerykański w 1988 i trzeci w 1990 roku.
Chorąży reprezentacji na ceremonii otwarcia zimowych igrzysk w 1992 roku.

## Letnie Igrzyska Olimpijskie 1984
| Konkurencja | Eliminacje              | Eliminacje                  | Eliminacje             | Klas. końcowa |
| Konkurencja | Przeciwnik I            | Przeciwnik II               | 1/4                    | Miejsce       |
| ----------- | ----------------------- | --------------------------- | ---------------------- | ------------- |
| 78 kg       | Christophe Wogo (CGO) Z | Jules-Albert Ndemba (CMR) Z | Mircea Frățică (ROU) P | 12.           |

## Letnie Igrzyska Olimpijskie 1988
| Konkurencja | Eliminacje                 | Repasaże              | Klas. końcowa |
| Konkurencja | Przeciwnik I               | Przeciwnik I          | Miejsce       |
| ----------- | -------------------------- | --------------------- | ------------- |
| 86 kg       | Peter Seisenbacher (AUT) P | Kim Seung-gyu (KOR) P | 9.            |